# Wilcoxina rehmii
Wilcoxina rehmii är en svampart som beskrevs av Chin S. Yang & Korf 1985. Wilcoxina rehmii ingår i släktet Wilcoxina och familjen Pyronemataceae.   Inga underarter finns listade i Catalogue of Life.